# Aalt Willem van Holthe
Aalt Willem van Holthe (Rheebruggen, 23 oktober 1780 - Dwingeloo, 17 januari 1854) was een Nederlandse burgemeester.

## Leven en werk
Van Holthe was een zoon van Pieter Adam van Holthe en Roelina Gerhardina Gijsberta van den Clooster, vrouwe van Rheebruggen. In 1812 volgde Van Holthe zijn jongere broer Pieter Adam op als burgemeester (maire) van de Drentse plaats Dwingeloo, een functie die hij veertig jaar zou vervullen. Tevens was hij van 1821 tot 1854, het jaar van zijn overlijden, lid van Provinciale Staten van Drenthe. Naast zijn politieke functies was Van Holthe houthandelaar en handelde hij in bouwmaterialen en in onroerend goed. Hij woonde in Dwingeloo op de havezate Oldengaerde. Van zijn moeder erfde hij in 1824 de havezate Rheebruggen en zelf kocht hij de havezate Batinge. Beide havezaten liet hij afbreken; hij was vooral geïnteresseerd in de landgoederen vanwege de exploitatiemogelijkheden. Daarnaast bezat hij ook in Suriname twee plantages, te weten 't Yland en Peperpot. Hij verdiende goed in de handel in eikenschors, dat gebruikt werd bij het looien van leer. Volgens zijn koetsier reed hij met zijn beugelsjees door Gelderland en Overijssel en kocht hij in een week tijd alle eikenschors op en verdiende zo in een week meer dan heel Oldengaerde waard was.
Van Holthe trouwde in 1807 met Geertruida Agnes barones van Dedem. Na het overlijden van zijn oudste dochter, hertrouwde zijn schoonzoon met zijn jongste dochter. Van Holthe belastte zich met de opvoeding van zijn kleinzoon, geboren uit het eerste huwelijk. Deze naar hem genoemde Aalt Willem Westra van Holthe zou, evenals zijn grootvader, op Oldengaerde gaan wonen en lid worden van Provinciale Staten van Drenthe. Ook nam hij de houthandel van zijn grootvader over. Van Holthe overleed in 1854 op 73-jarige leeftijd. Hij werd begraven in het familiegraf nabij Oldengaerde.
Zijn achterkleinzoon Johannes Govert Westra van Holthe werd in 1924 benoemd tot burgemeester van Dwingeloo en deze bewoonde evenals zijn vader en zijn overgrootvader de havezate Oldengaerde.
- Biografisch Portaal: 99616844